# 周應熙
周應熙（1448年—？），字郁文，江西吉安府安福縣人，民籍，明朝政治人物。

## 生平
成化十三年（1477年）丁酉科江西鄉試第六十七名舉人，十七年（1481年）中式辛丑科會試第一百四名，三甲第一百二名進士。授寧遠縣知縣。

## 家族
曾祖周仲敬；祖父周定卿；父周乾濟，母劉氏。慈侍下。